# 古賀悠斗
古賀 悠斗（こが ゆうと、1999年9月10日 - ）は、福岡県筑紫野市出身のプロ野球選手（捕手）。右投右打。埼玉西武ライオンズ所属。

## 経歴

### プロ入り前
筑紫野市立筑紫小学校2年生の時にオール筑紫ベースボールクラブで野球を始め、 筑紫野市立筑山中学校でも同クラブでプレーした。
高校は福岡大学附属大濠高等学校に進学。1年夏から三塁手のレギュラーに定着し、同年秋からは遊撃手に転向した。2年秋にはそれまで一度も経験がなかった捕手へ転向。同学年のエース三浦銀二とバッテリーを組んで同年秋の九州大会で優勝し、明治神宮大会でもベスト4に進出した。3年春には第89回選抜高等学校野球大会に出場し、滋賀学園との2回戦再試合で本塁打を放つなどベスト8進出に貢献。三浦が登板を回避した報徳学園との準々決勝では救援登板した。同年夏は、福岡県大会決勝で東筑に敗れ、2季連続での甲子園出場は逃した。大会後に行われた2017 WBSC U-18ワールドカップでは、日本代表に選出された。高校時代は同級に仲田慶介、1学年上に浜地真澄、2学年上に坂本裕哉がいた。
高校卒業後は中央大学法学部政治学科に進学。1年春からベンチ入りすると、2年春から正捕手となった。4年時からは主将となり、春のリーグ戦でベストナインを受賞した。大学時代は1学年上に牧秀悟、五十幡亮汰、1学年下に森下翔太、北村恵吾、2学年下に西舘勇陽、石田裕太郎がいた。
2021年9月14日にプロ志望届を提出。10月11日に行われたドラフト会議で埼玉西武ライオンズから3位指名を受け、11月12日に契約金5000万円、年俸1200万円で入団に合意した（金額は推定）。背番号は22。担当スカウトは竹下潤。

### 西武時代
2022年は、5月5日の千葉ロッテマリーンズ戦（ベルーナドーム）で一軍初出場した。5月7日の北海道日本ハムファイターズ戦（ベルーナ）で3回に上沢直之から右前にプロ初安打を記録し、6月11日の広島東洋カープ戦（ベルーナ）では、僅差の試合でプロ初打点を挙げ守っては6投手を好リードするなど勝利に貢献し、初めてのお立ち台に上がった。7月22日のロッテ戦（ZOZOマリンスタジアム）では、同点の5回に石川歩からプロ初本塁打を記録。26試合の出場で打率.155、1本塁打、4打点だった。盗塁刺は0に終わった。
2023年は、前年までの正捕手であった森友哉がFA移籍したことで出場機会を増やし、チームの捕手で最多の100試合の出場で打率.218、2本塁打、20打点。前年の課題だった盗塁阻止率はリーグトップの.412を記録し成長を見せた。11月に開催されたアジア プロ野球チャンピオンシップでは日本代表に選出され、オーストラリア戦では先発マスクを被るなど経験を積んだ。
2024年は、前年に続き、チームの捕手で最多の105試合に出場し、打率.228、3本塁打、12打点。開幕前の3月に開催されたカーネクスト侍ジャパンシリーズ2024の欧州代表戦に日本代表として選出され、シーズン終了後の11月に開催されたWBSCプレミア12でも日本代表に選出された。
2025年は、同姓の古賀輝希が入団したことに伴い、スコアボード上の表記が「古賀悠」に変更された。

## 選手としての特徴
高校通算52本塁打を記録した強打の捕手。肩も強く、スローイングは大学の先輩である阿部慎之助と比べても遜色ないと評価されている。遠投115メートル。

## 詳細情報

### 年度別打撃成績
| 年 度     | 球 団     | 試 合 | 打 席 | 打 数 | 得 点 | 安 打 | 二 塁 打 | 三 塁 打 | 本 塁 打 | 塁 打 | 打 点 | 盗 塁 | 盗 塁 死 | 犠 打 | 犠 飛 | 四 球 | 敬 遠 | 死 球 | 三 振 | 併 殺 打 | 打 率 | 出 塁 率 | 長 打 率 | O P S |
| --------- | --------- | ----- | ----- | ----- | ----- | ----- | -------- | -------- | -------- | ----- | ----- | ----- | -------- | ----- | ----- | ----- | ----- | ----- | ----- | -------- | ----- | -------- | -------- | ----- |
| 2022      | 西武      | 26    | 71    | 58    | 3     | 9     | 2        | 0        | 1        | 14    | 4     | 0     | 0        | 3     | 1     | 9     | 1     | 0     | 16    | 1        | .155  | .265     | .241     | .506  |
| 2023      | 西武      | 100   | 282   | 239   | 12    | 52    | 14       | 0        | 2        | 72    | 20    | 1     | 0        | 17    | 0     | 23    | 2     | 3     | 54    | 8        | .218  | .294     | .301     | .596  |
| 2024      | 西武      | 105   | 279   | 246   | 16    | 56    | 3        | 1        | 3        | 70    | 12    | 0     | 0        | 13    | 0     | 20    | 0     | 0     | 58    | 8        | .228  | .286     | .285     | .570  |
| 通算：3年 | 通算：3年 | 231   | 632   | 543   | 31    | 117   | 19       | 1        | 6        | 156   | 36    | 1     | 0        | 33    | 1     | 52    | 3     | 3     | 128   | 17       | .216  | .287     | .287     | .574  |

- 2024年度シーズン終了時

### 年度別守備成績
| 年 度 | 球 団 | 捕手  | 捕手  | 捕手  | 捕手  | 捕手  | 捕手     | 捕手  | 捕手     | 捕手     | 捕手     | 捕手     |
| 年 度 | 球 団 | 試 合 | 刺 殺 | 補 殺 | 失 策 | 併 殺 | 守 備 率 | 捕 逸 | 企 図 数 | 許 盗 塁 | 盗 塁 刺 | 阻 止 率 |
| ----- | ----- | ----- | ----- | ----- | ----- | ----- | -------- | ----- | -------- | -------- | -------- | -------- |
| 2022  | 西武  | 26    | 128   | 18    | 0     | 3     | 1.000    | 1     | 14       | 14       | 0        | .000     |
| 2023  | 西武  | 100   | 584   | 77    | 5     | 8     | .992     | 4     | 68       | 40       | 28       | .412     |
| 2024  | 西武  | 104   | 585   | 79    | 2     | 7     | .997     | 5     | 62       | 42       | 20       | .323     |
| 通算  | 通算  | 228   | 1297  | 174   | 7     | 18    | .995     | 10    | 144      | 96       | 48       | .333     |

- 2024年度シーズン終了時[注 1]
- 各年度の太字はリーグ最高

### 記録
初記録
- 初出場・初先発出場：2022年5月5日、対千葉ロッテマリーンズ8回戦（ベルーナドーム）、8番・捕手で先発出場
- 初打席：同上、3回裏に美馬学から中飛
- 初安打：2022年5月7日、対北海道日本ハムファイターズ7回戦（ベルーナドーム）、3回裏に上沢直之から右前安打
- 初打点：2022年6月11日、対広島東洋カープ2回戦（ベルーナドーム）、2回裏に森下暢仁から左越適時二塁打
- 初本塁打：2022年7月20日、対千葉ロッテマリーンズ15回戦（ZOZOマリンスタジアム）、5回表に石川歩から左越ソロ[26]
- 初盗塁：2023年7月25日、対千葉ロッテマリーンズ13回戦（ベルーナドーム）、2回裏に二盗（投手：C.C.メルセデス、捕手：田村龍弘）

その他の記録
- 捕手の1試合8補殺：2025年8月7日、対北海道日本ハムファイターズ17回戦（エスコンフィールドHOKKAIDO） ※日本記録[27]

### 背番号
- 22（2022年 - ）

### 登場曲
- 「空」侍（2022年 - ）
- 「ヒーロー HOLDING OUT FOR A HERO」麻倉未稀（2023年 - ）

### 代表歴
- 2017 WBSC U-18ワールドカップ
- 2023 アジア プロ野球チャンピオンシップ 日本代表
- 2024 WBSCプレミア12 日本代表